# 에이스 위성
에이스(Advanced Composition Explorer, ACE) 위성은 태양풍 속의 고에너지 입자, 항성간매질 등을 포함한 물질을 연구하기 위한 탐사 위성이다.
ACE에서 실시간으로 받은 데이터는 태양폭풍의 위험성 예측을 향상시키기 위해 우주날씨 예측센터에서 사용된다. ACE 우주선은 1997년 발사되었으며, 현재 L1 라그랑주점에서 작동 중이다.
우주선은 여전히 좋은 상태를 유지하고 있고 2024년까지 궤도를 유지하기 충분한 연료를 가지고 있다. 나사 고다드 우주 비행 센터(NASA Goddard Space Flight Center)에서 ACE 우주선의 개발과 통합을 관리하고 있다.

## 개요

### 우주선동위원소분석기(CRIS)
CRIS는 은하우주선의 동위원소의 분포를 측정하는 검출기이다. 아연 (Z-30)의 동위원소까지 충분히 측정 할 수 있도록 설계되어 있다.

### ACE의 실시간 태양풍관측(RTSW)
태양풍 이온질량분석기(Solar Wind Ion Mass Spectrometer, SWIMS)와 태양풍이온조성분광계(Solar Wind Ion Composition Spectrometer, SWICS)ː 이 두 장비는 비행시간형 질량분석기(time-of-flight mass spectrometer)로 각각은 다른 방법으로 측정한다. 그들은 태양풍과 성간물질의 화학적 동위원소 성분을 분석할 수 있다.

### 매우낮은 에너지 동위원소 분석(ULEIS)
ULEIS는 이온양을 측정하는 검출기로, 헬륨부터 니켈까지 측정할 수 있는 정밀도를 가지고 있다.
이 검출기는 태양 고에너지 입자들이(Solar Energetic Particle)의 구성 성분 분포와 입자들이 태양에 의해 전하를 띠게되는 메커니즘을 규명하기 위해 고안되었다.

### 태양 에너지이온입자충전분석기(SEPICA)
2008년 이 검출기는 가스 벨브 이상으로 더 이상 작동하지 않는다.

## 같이 보기
- Heliophysics
- Tom Krimigis
- 카시니-하위헌스 호
- Cluster (spacecraft)
- Helios (spacecraft)
- MESSENGER 2004년에 발사된 수성 탐사선, 현재 계속 임무 수행중.
- Solar Dynamics Observatory (SDO), 2010년에 발사됨, 현재 계속 임무 수행중.
- 태양 및 태양권 관측위성(Solar and Heliospheric Observatory, SOHO), 1995년에 발사됨, 현재 계속 임무 수행중.
- Solar Maximum Mission (SMM), 1980년에 발사됨, 1989년에 임무 종료됨.
- Solar Orbiter (SOLO), 2017년 발사 예정.
- Solar Probe Plus, 2018년 발사 예정.
- STEREO (Solar TErrestrial RElations Observatory), launched 2006, 현재 계속 임무 수행중.
- Transition Region and Coronal Explorer (TRACE), 1998년에 발사됨, 2010년 임무 종료됨.
- 율리시스, 1990년에 발사됨, 2009년 임무 종료됨.
- Van Allen Probes

## 참고 자료
1.Jump up ^ "Satellite to aid space weather forecasting". USA Today. June 24, 1999. Retrieved October 24, 2008.
2.^ Jump up to: a b "Advanced Composition Explorer (ACE) Home Page". Retrieved June 29, 2009.
3.Jump up ^ NASA - NSSDC - Spacecraft - Details
4.Jump up ^ "CRIS: The Cosmic Ray Isotope Spectrometer". September 5, 1997. Archived from the original on 12 July 2006. Retrieved June 30, 2006.
5.Jump up ^ "ACE/SWICS & ACE/SWIMS". The Solar and Heliospheric Research Group. Archived from the original on 10 August 2006. Retrieved June 30, 2006.
6.Jump up ^ "The ACE/ULEIS Homepage". Johns Hopkins University Applied Physics Laboratory. November 1, 2005. Retrieved June 30, 2006.